# Hirschgarten (Erfurt)
Koordinaten: 50° 58′ 27,4″ N, 11° 1′ 46,3″ O

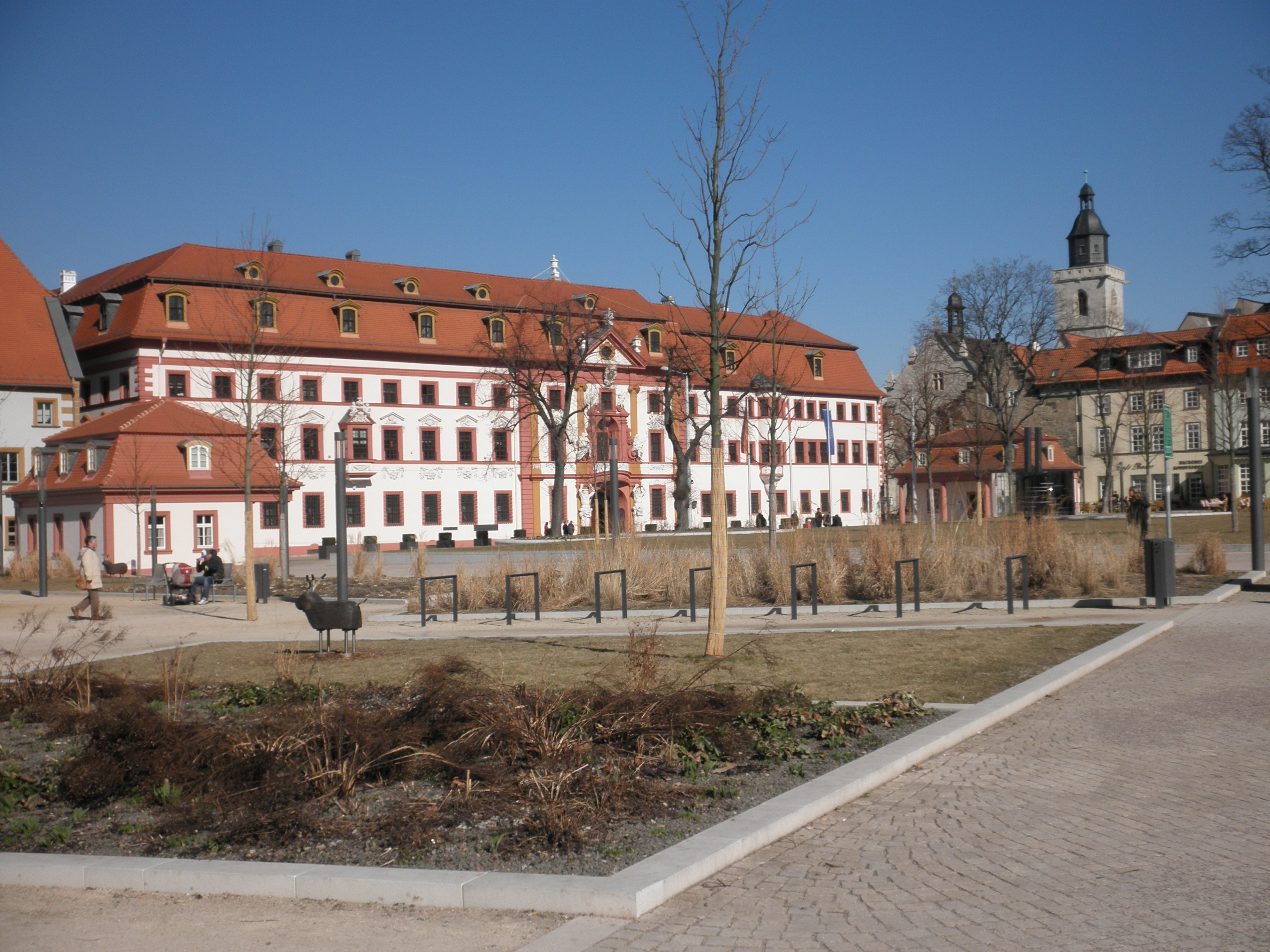
Blick über den Hirschgarten zur Kurmainzischen Statthalterei

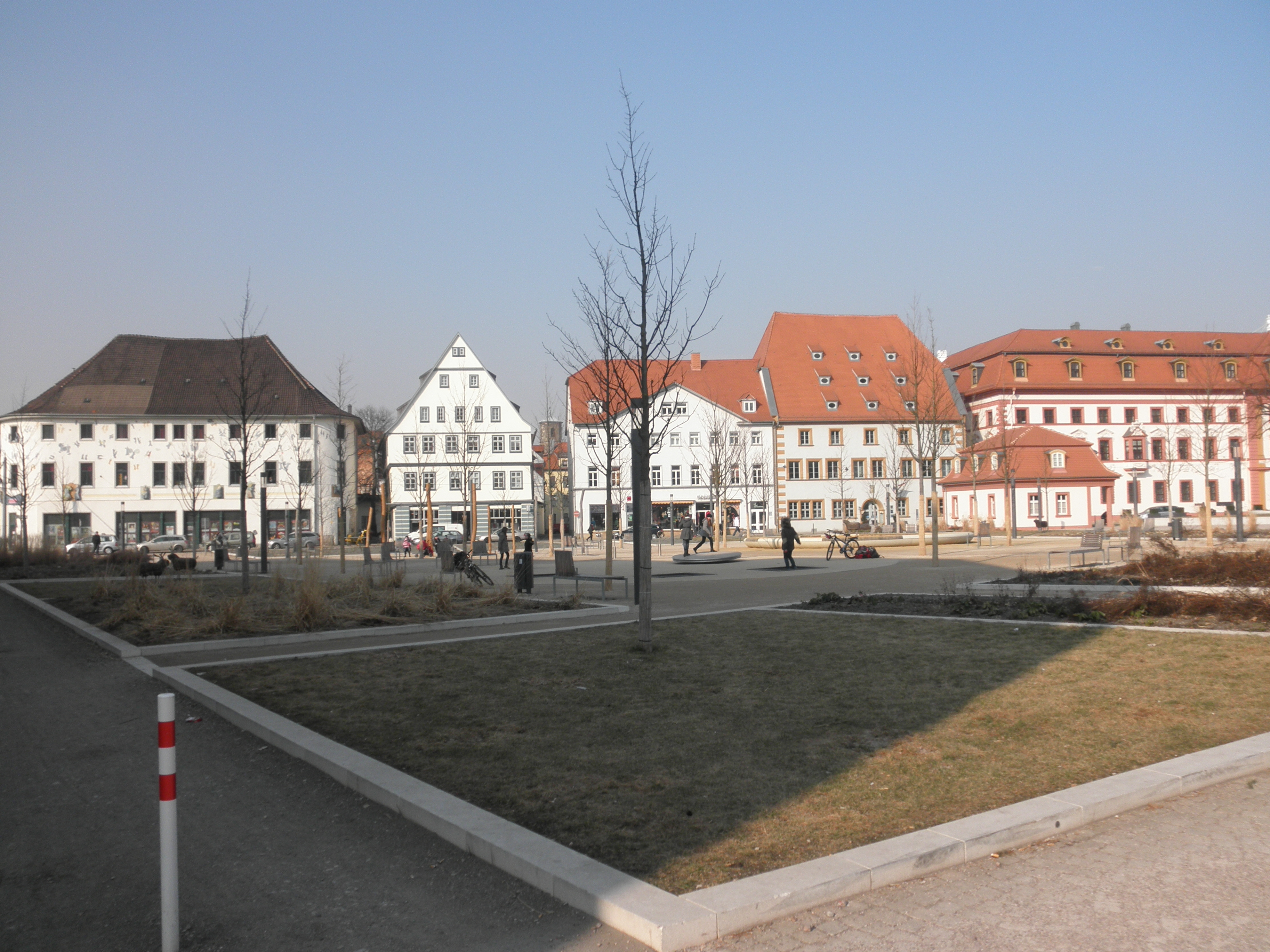
Blick über den westlichen Hirschgarten auf historische Gebäude

Der Hirschgarten ist eine teilweise parkähnliche Grünanlage in der Altstadt von Erfurt. Er war die erste öffentliche Grünanlage der Stadt. Er ist besteht heute aus dem historischen Hirschgarten aus dem 18. Jahrhundert und einem westlich daran anschließenden Teil, der auf einem Abbruchgelände in den Jahren 2007 bis 2009 neu gestaltet wurde.

## Lage
Der ca. 0,6 Hektar große Hirschgarten befindet sich im Stadtzentrum westlich des Angers gegenüber der Thüringer Staatskanzlei im Straßendreieck Regierungsstraße (nördliche Grenze), Neuwerkstraße (südliche Grenze) und Eichenstraße (westliche Grenze).

## Geschichte

### 1733 bis 1945
Auf Veranlassung des Mainzer Statthalters Anselm Franz Ernst von Warsberg wurde vor der kurmainzischen Statthalterei durch Abriss zweier aufgekaufter Häuserzeilen 1732 eine umfriedete Freifläche geschaffen. Diese wurde zwischen 1734 und 1740 mit Bäumen bepflanzt und über 40 Jahre Rotwild angesiedelt, weshalb sie den Namen „Hirschgarten“ erhielt. Zum Abschluss der Arbeiten wurden zwei rechtwinklig zur Statthalterei ausgerichtete Wachhäuschen für die kurfürstlich-mainzische und die kaiserlich-österreichische Militärwache errichtet.
Auf Anordnung von Karl Theodor von Dalberg, Mainzer Statthalter in Erfurt von 1772 bis 1802, wurde die Grünanlage ab 1780 als erste in Erfurt der öffentlichen Nutzung gewidmet. 1798 wurde sie zu einem Botanischen Garten umgestaltet, der ausschließlich Pflanzen aus dem Erfurter Raum beherbergte. Zu Ehren Erfurter Botaniker wurde ein kleiner steinerner „Tempel der Flora“ errichtet, verziert mit den Bildnissen von Johann Hieronymus Kniphof und Christian Reichart. Als im Jahre 1803 zum ersten Mal der preußische König Friedrich-Wilhelm III. und seine Gemahlin Königin Luise Erfurt besuchten, wurde der Hirschgarten festlich beleuchtet und Büsten des Paars wurden im Flora-Tempel aufgestellt.
Zu Beginn der französischen Besatzung 1806 wurde der Hirschgarten als Biwak und Pferdeweide genutzt und erst 1808 aus Anlass des Erfurter Fürstenkongresses wieder in einen ansehnlichen Zustand versetzt.
1827 nahm die Stadt Erfurt den Hirschgarten in ihren Besitz und sorgte für dessen Verschönerung, militärische Nutzung und Reiten wurden untersagt. Unter anderem wurden steinerne Statuen von antiken Götterfiguren und anderen mythischen Gestalten aus dem Molsdorfer Park aufgestellt. Die beiden letzten von ihnen standen bis 1970 im Hirschgarten.
Am 22. März 1876 wurde im Mittelpunkt des Geländes ein Denkmal zum Gedenken des Deutschen Kriegs 1866 und des Deutsch-Französischen Kriegs 1870/71 eingeweiht. Auf einer 15 Meter hohen Syenitsäule blickte ein vergoldeter Adler in Richtung Westen. Im steinernen Unterbau wurden Bildnisse von Kaiser Wilhelm, anderer deutscher Fürsten, von Bismarck und den Generälen Moltke und Roon gezeigt. Vier im Frankreich-Feldzug erbeutete Kanonen umgaben das Denkmal in einem Blumenrondell, in der Umgebung standen drei Springbrunnenschalen. Das Kriegerdenkmal im Stil seiner Zeit war später Ziel von Kritik, da sein Charakter nicht Gedenken, sondern Siegerkult zum Ausdruck gebracht habe. 1878 wurde eine Terrasse im Osten des Hirschgartens angelegt, und nach 1873 umfuhren eine Pferdebahn, dann eine Straßenbahn, den westlichen Teil des Platzes.

### 1937–1945
Ende der 1930er Jahre wurde der Platz in „Platz der SA“ umbenannt und ein Denkmal errichtet, das „Mutter und Kind“ darstellte und für deren Unterstützung warb. In den letzten Kriegsjahren baute man unter dem Eindruck des zunehmenden Luftkriegs ein großes Löschwasserbecken gegenüber der Statthalterei und ersetzte den Rasen durch Gemüseparzellen.

### 1945–1991
Nach dem Zweiten Weltkrieg wurde der Platz umbenannt in „Platz der Deutsch-Sowjetischen Freundschaft (DSF)“. Das Löschwasserbecken wurde mit Abbruchmaterial verfüllt, das Kriegerdenkmal und das Denkmal „Mutter und Kind“ beseitigt. 1956 entstand in der Mitte des Platzes ein großer Springbrunnen. Vor der Mainzer Statthalterei, die nun Sitz des Rates des Kreises Erfurt-Land geworden war, wurde eine Fläche als Parkplatz asphaltiert.
In der Zeit nach dem Zweiten Weltkrieg erfuhr der Platz auch sonst einige Umgestaltungen, so befand sich dort zeitweise die Wendeschleife einer Straßenbahn.
Ende der 1970er und Anfang der 1980er Jahre reiften Pläne, in der Altstadt von Erfurt westlich des Platzes ein „Haus der Kultur“ zu errichten. Es sollte „politisch-propagandistischen Veranstaltungen, Tagungen, Kongressen und als Stätte der Kultur“ dienen. Zu diesem Zweck wurde ab 1985 ein großer Teil der historischen Bausubstanz um die Eichenstraße abgerissen, die Regenbogengasse verschwand, auch das westliche der beiden Wachhäuschen wurde abgebaut. 1987 begann man mit dem Bau des „Hauses der Kultur“. Es war ein Koloss, der nicht nur die gesamte Umgebung überragte, sondern auch durch seine Ausmaße die benachbarten historischen Gebäude in der Regierungsstraße bedrängte. Diese wurden durch den Einsatz schwerer Rammtechnik auch stark erschüttert. Der Baumbestand des Hirschgartens wurde reduziert. Aufgrund seiner Beton-Stahl-Konstruktion wurde der überdimensionale Baukörper von den Erfurtern auch „Schiffshebewerk“ genannt. Bis zur Wende wurde lediglich der Rohbau fertiggestellt.

### Seit 1991
1991 wurde der Platz wieder in Hirschgarten umbenannt. Auf Beschluss der Thüringer Landesregierung wurde 1996 der Rohbau des „Hauses der Kultur“ zurückgebaut. Auf dem Gelände war zunächst der Neubau eines Erfurter Theaters geplant. Aufgrund von Finanzierungsproblemen wurde dieses Vorhaben jedoch 1997 gestoppt. Über 10 Jahre bestand eine Baugrube zwischen dem historischen Hirschgarten und dem westlichen Rest der Eichenstraße. Es gab vonseiten der Stadt von 1998 bis 2006 nacheinander zwei nicht umgesetzte Nutzungskonzepte für die Brachfläche. Die schon von dem Erfurter Stadtrat beschlossene Bebauung mit Parkdecks und Gewerbeflächen wurde durch eine Bürgerbewegung verhindert. Eine repräsentative Bürgerbefragung kam zu dem Ergebnis, dass die Bevölkerung keine Wiederbebauung des westlichen Hirschgartens wünscht, sondern dessen dauerhafte, parkartige Gestaltung vorzieht. Dem beugte sich das Stadtparlament. Die Baugrube wurde verfüllt.
2008 entstand unter Zusammenarbeit von Stadtverwaltung Erfurt, der Lehr- und Versuchsanstalt für Gartenbau Erfurt, regionalen Gartenbaubetrieben und Privatinitiativen eine temporäre Grünfläche („Erfurter Beet“), mit der die Stadt Erfurt bei der Entente Florale Deutschland teilnahm und eine Goldmedaille gewann. 2008 konnte ebenso das westliche Wachhaus mit Hilfe von Spendengeldern neu errichtet werden. Bereits 2007 hatte die Stadt den Realisierungswettbewerb „Innerstädtische Freiraumgestaltung am Hirschgarten“ ins Leben gerufen. Im Mai 2008 wurde die Umsetzung des Entwurfs des Erstplatzierten beschlossen, die Eröffnungsfeier fand im Juni 2009 statt. Der neugestaltete Hirschgarten gewann eine Anerkennung beim Thüringer Landschaftsarchitekturpreis 2009.
Da sich im westlichen Teil des Areals seit der Neugestaltung auch ein Kinderspielplatz befindet, führt der Hirschgarten seit dem Weltkindertag am 20. September 2024 die Zusatzbezeichnung Platz der Kinderrechte.

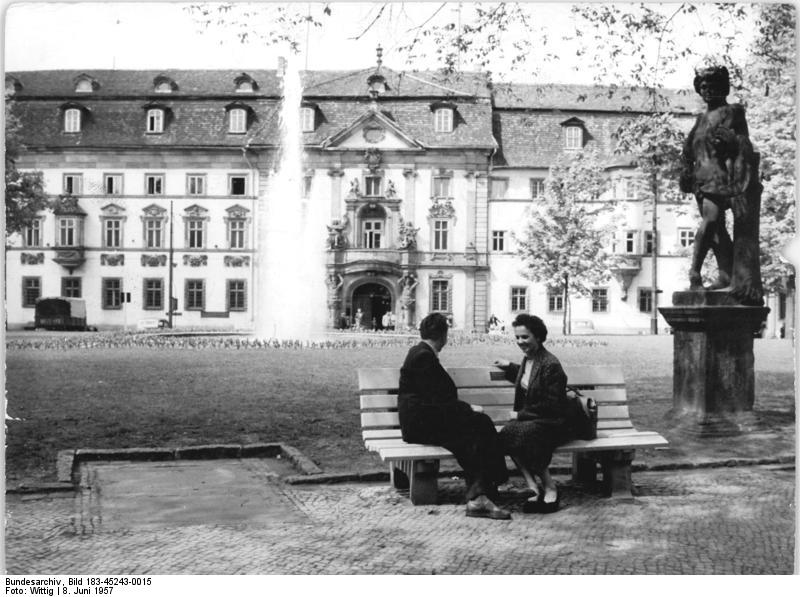
Blick über den „Platz der DSF“ zur Kurmainzischen Statthalterei (1957)
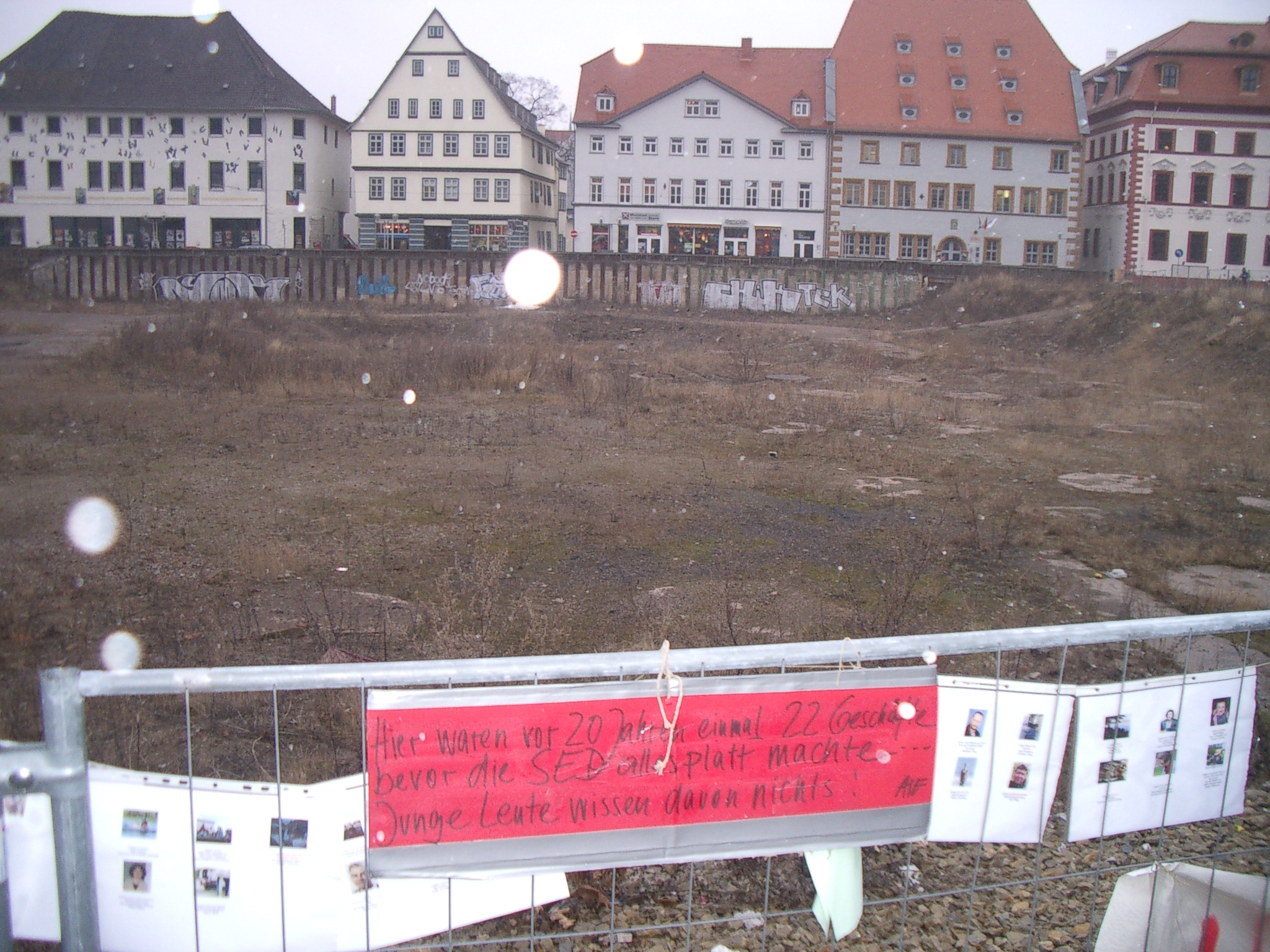
Baugrube westlich des Hirschgartens 2005
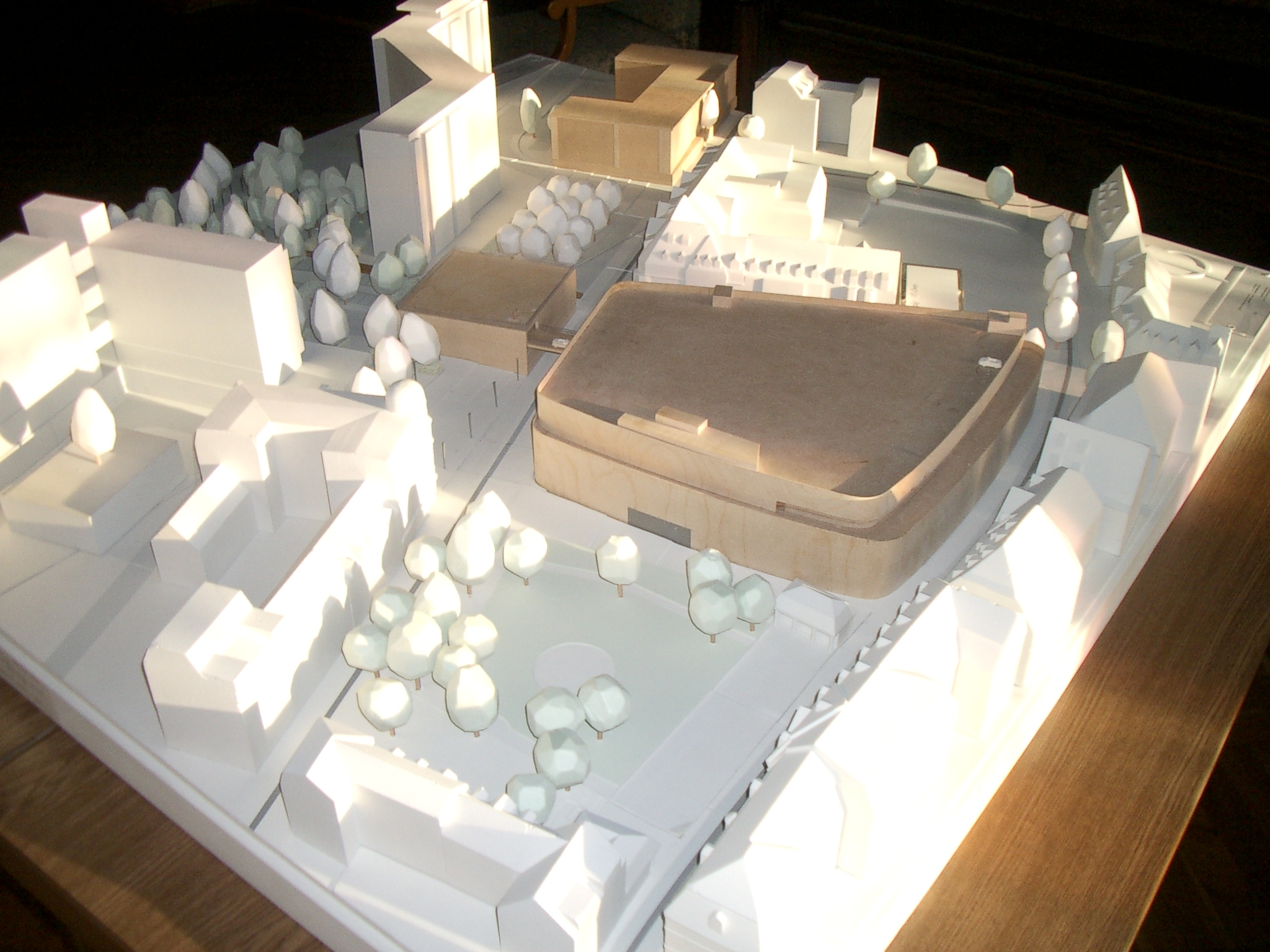
Modell des 2005 geplanten Park- und Kaufhauses am Hirschgarten
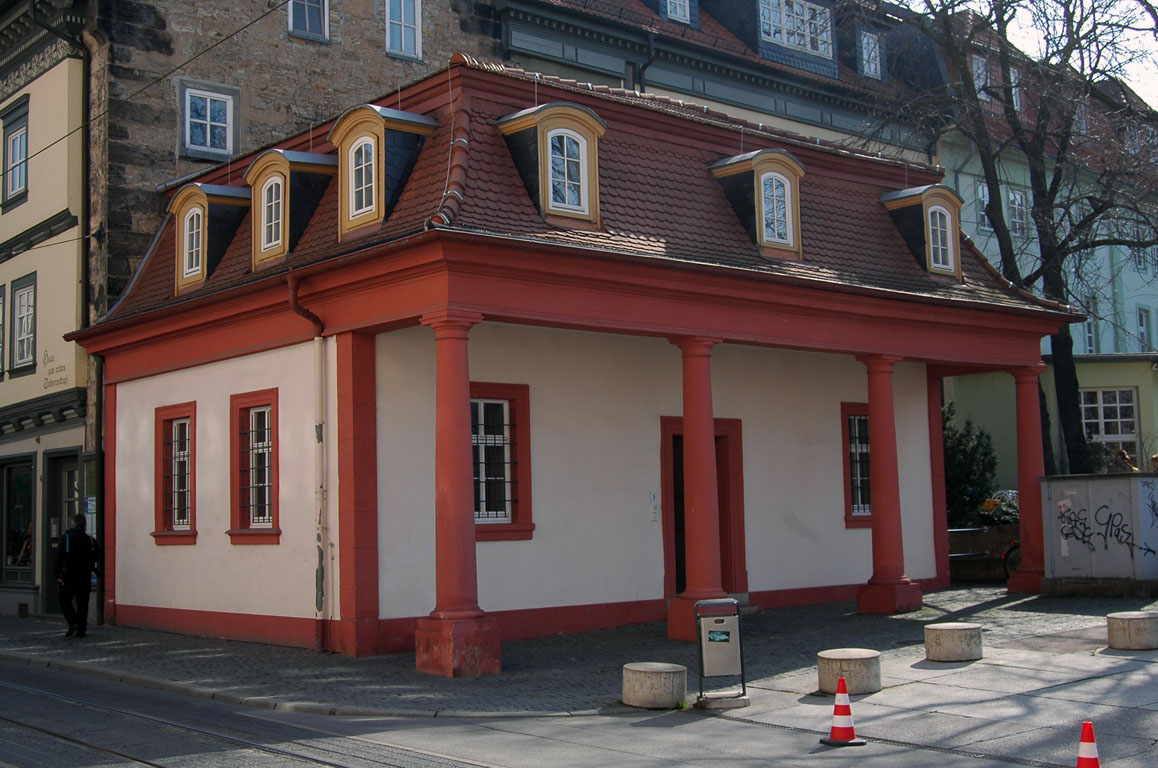
Östliches Wachhäuschen